# Bom Retiro (distretto di San Paolo)
Bom Retiro è un distretto (distrito) della zona centrale della città di San Paolo in Brasile, situato nella subprefettura di Sé. È una zona principalmente commerciale e residenziale, ed è servita da diverse linee di comunicazione.

## Storia
Nel XIX secolo era un quartiere composto da fattorie e case coloniche che servivano come rifugio per i fine settimana di chi viveva lontano dalla città. Un tempo Bom Retiro era considerato un'area importante, dal momento che le stazioni della Ferrovia di San Paolo e l'Estrada de Ferro Sorocabana, così come l'unico parco pubblico della città, il Jardin de la Luz, erano tra gli splendidi ed eleganti punti di arrivo e partenza dei viaggiatori, tra cui i ricchi coltivatori di caffè che avevano le loro case signorili nella capitale.
Questa funzione di luogo di svago iniziò ad mutare con l'installazione di ceramiche nella zona, la più importante delle quali fu la Ceramica Manfred a partire dal 1860. Bom Retiro è stata anche la sede del primo edificio in Brasile a ospitare una catena di montaggio di automobili, con l'inaugurazione dello stabilimento Ford do Brasil in rua Solon nel 1921. Questo edificio, che esiste ancora oggi, fu la sede della filiale brasiliana della Ford fino al 1953, quando si trasferì in una fabbrica più grande costruita nel quartiere di Vila Prudente. In seguito, divenne un quartiere prettamente artigianale quando, negli anni '60, queste industrie lasciarono gradualmente il posto a un attivo commercio di abbigliamento e moda, mescolato a piccole industrie di abbigliamento e tessitura. All'epoca, il quartiere era già un polo di attrazione per i commercianti ebrei e siro-libanesi, che in seguito sarebbero emigrati in altri quartieri più lontani dal centro.
Oggi è un quartiere popolato da una fascia di abitanti a basso reddito, che vivono principalmente in alloggi collettivi (cortiços). È noto soprattutto per la presenza di una nutrita comunità d'origine coreana che controlla due terzi del commercio e dell'industria dell'abbigliamento della regione.

## Cultura

### Istruzione

#### Musei
- Museo della lingua portoghese, situato all'interno della stazione di Luz;
- Pinacoteca dello stato di San Paolo

## Infrastrutture e trasporti
Il quartiere è servito da due stazioni della metropolitana, Tiradentes e Armênia, e una stazione del CPTM, Luz. Il quartiere è servito dalla linea 1-Blu della metropolitana di San Paolo e dalle linee 7 e 11 del CPTM. È servito anche dalla linea 4-gialla di ViaQuatro, anche se la stazione di Luz si trova al di fuori del quartiere.